# Samira Kentrić
Samira Kentrić (* 1976 in Ljubljana, SFRJ) ist eine slowenische Künstlerin, Illustratorin sowie Autorin von Graphic Novels.

## Leben und Werk
Kentrić wuchs als Kind bosnischer Einwanderer in Grosuplje, südöstlich von Ljubljana auf. An der Akademie für bildende Künste und Design in Ljubljana schloss sie ein Bachelorstudium in Kommunikationsdesign ab. Neben Illustrationen für namhafte slowenische Zeitungen und deren Beilagen, wie z. B. die Sonntagsbeilage der Tageszeitung Delo, arbeitet Kentrić mit verschiedenen Verlagen und Autoren zusammen und ist zudem Mitglied des Eclipse art duo, das in seinen künstlerischen Installationen verschiedenste Themen mit Hilfe ihrer eigenen und anderer Körper visualisiert.
In ihren Werken schneidet Kentrić Themen an, die von der Gesellschaft oft ignoriert oder verschwiegen werden. Es geht um aktuelle soziale Fragen, religiöse oder politische Konflikte und deren Auswirkung auf das private oder gar intime Leben ihrer Protagonisten. Ihre Settings wirken teilweise surreal, oft finden sich in diesen neben aktuellen Themen auch Elemente der Kunstgeschichte wieder. 2015 veröffentlichte die Künstlerin ihre erste Graphic Novel Balkanalije (dt. Balkanalia: Aufwachsen in Zeiten des Umbruchs, 2021), in der sie autobiografisch vor dem Hintergrund des Zusammenbruchs Jugoslawiens und des Übergangs von Sozialismus zum Kapitalismus vom Aufwachsen als Tochter einer muslimischen Arbeiterfamilie in einem katholischen Land erzählt. In ihren beiden darauffolgenden Graphic Novels widmete sie sich der Flüchtlingsthematik, die sie zuerst in Pismo Adni (2016, Brief an Adna) am Beispiel der jungen Adna, die sich nach dem gewaltsamen Tod ihrer Tante als ihrer letzten Bezugsperson auf den Weg nach Europa macht, kritisch in Szene setzt, bevor sie in Adna (2020) die langfristigen Auswirkungen der Flucht noch einmal durch die Augen derselben Protagonistin, nun bereits im jungen Erwachsenenalter, thematisiert.
Abgesehen von Ausstellungen in verschiedenen europäischen Städten wurden Kentrićs Werke in Slowenien, den Niederlanden und den USA veröffentlicht. 2010 wurde eine ihrer Illustrationen in den American Illustration Catalog aufgenommen.  Auf ihrer Website stellt sie neben ihren Büchern auch eine Auswahl ihrer Illustrationen vor.  2015 erhielt sie für Balkanalije in Motovun den International Book Award in der Kategorie „Special Award – Society & History“.

## Publikationen
- Balkanalije. Odraščanje v času tranzicije. 2015. Ljubljana: Beletrina.
  - dt. Übersetzung: Balkanalia. Aufwachsen in Zeiten des Umbruchs. Übersetzt von Barbara Anderlič. 2021. Berlin: Jacoby & Stuart.
- Pismo Adni. 2016. Ljubljana: Beletrina.
- Adna. 2020. Ljubljana: Mladinska knjiga.